# Джо Клейн
Джо Клейн (англ. Joe Kleine, 4 січня 1962) — американський баскетболіст.
Олімпійський чемпіон 1984 року.
Срібний призер Чемпіонату світу 1982 року.